# Alexei Jermolajewitsch Ewert

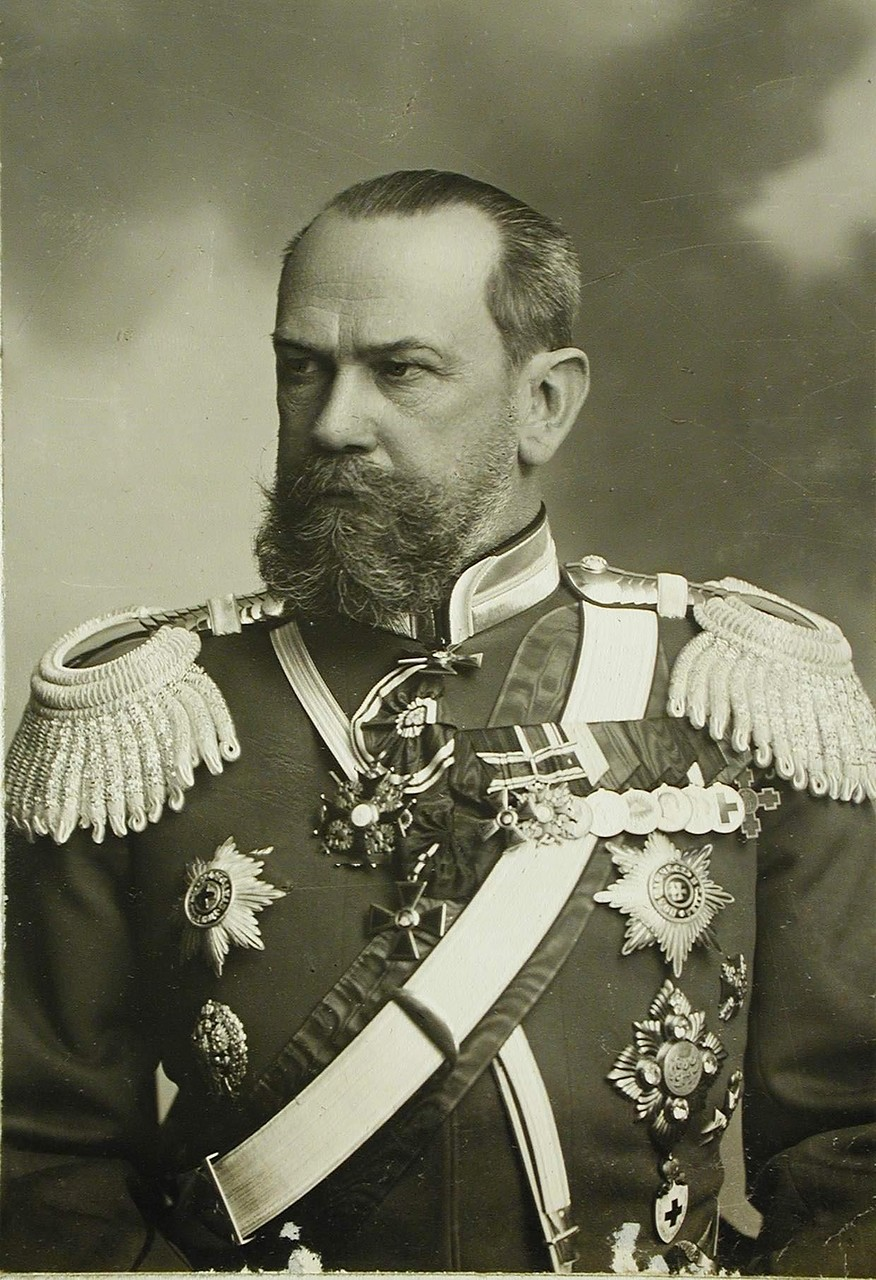
Alexei Ewert, 1914

Alexei Jermolajewitsch Ewert (russisch Алексей Ермолаевич Эверт; wissenschaftliche Transliteration Aleksej Ermolaevič Ėvert, * 4. März 1857 in Moskau; † 10. Mai 1926 in Wereja) war ein General der Kaiserlich Russischen Armee im Ersten Weltkrieg, bekannt für sein Kommando der russischen Westfront in der Brussilow-Offensive.

## Leben

### Militärische Laufbahn
Nach dem Abschluss der Alexander-Militärschule 1876 trat er in die Kaiserlich Russische Armee ein. 1882 schloss er deren Generalstabsakademie ab und diente danach im Stab der 3. Infanteriedivision von 1882 bis 1886, im Militärbezirk Warschau von 1888 bis 1893 und danach beim XI., IV. und V. Armeekorps. Während des Russisch-Japanischen Krieges war er der Stabschef der Mandschurischen Armee. Zwischen dem 21. Mai 1908 bis zum 19. Juni 1912 war er Kommandierender General des XIII. Armeekorps, danach übernahm er den Militärbezirk Irkutsk. Bereits am 10. April 1911 war er zum General der Infanterie befördert worden.

### Erster Weltkrieg
Zu Beginn des Krieges übernahm er anstelle des in der Schlacht von Kraśnik zurückgeworfenen Generals Anton von Saltza am 23. August 1914 den Oberbefehl der 4. Armee in Galizien. Mitte September hatte die russische Südwestfront die Österreicher bis zur Sanlinie verfolgt. Der Oberkommandierende General Iwanow verlegte darauf Ewerts Armee in den Raum nördlich Iwangorod. Die 4. Armee hatte im Oktober zusammen mit der 9. Armee entscheidenden Anteil am Sieg über die k.u.k. 1. Armee während der Schlacht an der Weichsel.
Ende August 1915 wurde General Ewert zum Oberbefehlshaber der etwa zwischen Lida und Prypjat zurückgedrängten Westfront befördert. In der Schlacht am Naratsch-See im März 1916 ließ Ewert seine Truppen deckungslos gegen die deutschen Maschinengewehrnester vorrücken. In völliger Verkennung der Lage schickte er immer mehr Soldaten in eine vermeintliche Lücke in den deutschen Linien. Allein an diesem etwa einen Kilometer breiten Frontabschnitt verloren die Russen in den ersten acht Stunden der Schlacht, am 18. März, infolgedessen 15.000 Mann an Toten und Verwundeten. Insgesamt kamen an diesem Tag in der Schlacht am Naratsch-See 20.000 russische Soldaten ums Leben. Weitere 12.000 russische Soldaten erfroren im Laufe der zehn Tage der Schlacht oder starben an Unterkühlung. Nach der katastrophalen Niederlage versuchte Ewert, diese mit der angeblichen Feigheit seiner Soldaten zu rechtfertigen.
Ungeachtet seines Versagens am Naratsch-See erhielt Ewert auch in der Brussilow-Offensive im Sommer desselben Jahres ein Kommando. Seine Angriffe bei Baranowitschi konnten von der deutschen Armeeabteilung Woyrsch abgeschlagen werden. Im März 1917 wurde er infolge der Februarrevolution durch General der Infanterie Wladimir Smirnow ersetzt.

## Orden
- Georgsorden, 3. Klasse (8. Oktober 1915)
- St. Anna Orden, 1. Klasse (1907)
- Sankt-Stanislaus-Orden, 1. Klasse mit Schwertern (28. Februar 1906)
- St. Wladimir Orden, 2. Klasse (6. Dezember 1912)
- Orden des Weißen Adlers, (10. Januar 1915)
- Alexander-Newski-Orden, mit Schwertern (10. Januar 1915)